# Emblème d'Oman
L'emblème national d'Oman est composé d'une dague kandjar superposée sur deux épées croisées.
La dague kandjar est le symbole traditionnel d'Oman ; il apparaît également sur les pièces de monnaie nationales et sur les avions de la force aérienne omanaise.